# ليون بريثويت
ليون بريثويت (بالإنجليزية: Leon Braithwaite)‏ هو لاعب كرة قدم بريطاني، ولد في 17 ديسمبر 1972 في حي هكني في لندن في المملكة المتحدة. لعب مع باتريك أتلتيك ونادي إكزتر سيتي.